# Liechtensteiner-Cup 1948-1949
La Liechtensteiner-Cup 1948-1949 è stata la quarta edizione della coppa nazionale del Liechtenstein conclusa con la vittoria finale del Vaduz, al suo primo titolo.
Della competizione è noto solo il risultato della finale.

## Finale
Dopo che un primo incontro terminò 2-2 ai tempi supplementari la partita venne ripetuta e il FC Vaduz vinse 2-1.
| Triesen | Vaduz | 2 – 1 | FC Triesen |  |